# John Hancock
Pour l'acteur, voir John Hancock (acteur).
Pour les articles homonymes, voir Hancock.
John Hancock, né le 23 janvier 1737 à Braintree (Massachusetts) où il est mort le 8 octobre 1793, est une personnalité politique américaine. Président du second Congrès continental, au cours duquel il a signé le premier la Déclaration d'indépendance des États-Unis, il a été le premier gouverneur du Commonwealth du Massachusetts, de 1780 à 1785.

## Biographie

### Jeunesse et famille
Fils du colonel John Hancock Jr. et de Mary Hawke Thaxter, le jeune Hancock a très vite connu le jeune John Adams:8,:14. Devenu orphelin très jeune, à la suite de la mort de son père, il a été adopté par son oncle paternel, Thomas Hancock, un riche marchand de la Nouvelle-Angleterre:11-14,:16. Après avoir étudié à la Boston Latin School, il a intégré l'université Harvard où il a obtenu son diplôme en 1754, à l'âge de 17 ans:31,:32-41. Il a ensuite travaillé pour son oncle. De 1760 à 1764, Hancock a vécu en Nouvelle-Angleterre où il a tissé des liens avec des clients et des fournisseurs des chantiers navals de son oncle:58-9,:50. Peu après son retour d'Angleterre, il a hérité de la fortune et des affaires de son oncle mort, devenant ainsi l’un des hommes les plus riches de la Nouvelle-Angleterre:48-59,:66-68. À la mort de sa tante en 1776, il a également hérité de l’importante propriété foncière de Hancock Manor (en),:78.
Le 28 aout 1775,:197,:218, il a épousé Dorothy Quincy avec qui il a eu deux enfants, Lydia Hancock, née en 1777 et qui n'a vécu que dix mois:214, 218, et John George Washington Hancock, né en 1778, et qui n'a pas vu son neuvième anniversaire:229, 265,:309,.

### Début de carrière révolutionnaire

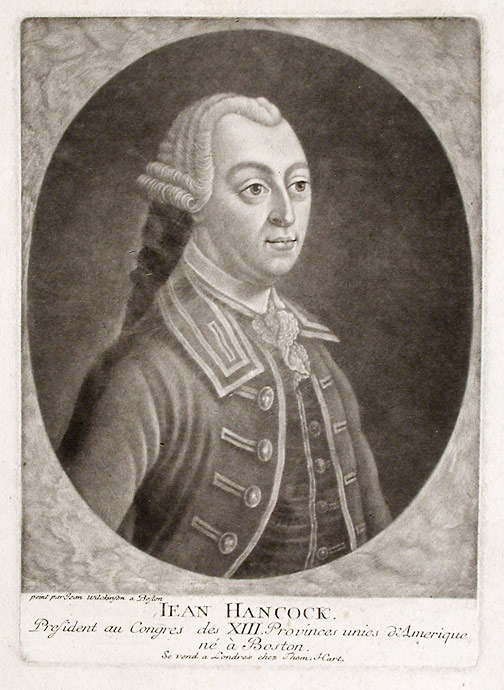
John Hancock, vers 1776.

En tant qu'élu de la mairie de Boston, et en tant que représentant à l’Assemblée générale de la Colonie de Massachusetts et très riche commerçant, Hancock, s'est tout naturellement opposé à une loi anglaise portant sur le timbre fiscal, la Stamp Act de 1765, qui avait comme objectif d'imposer l'achat d'un timbre fiscal coûteux pour conclure tout contrat commercial, afin d'enrichir la Couronne britannique:56.
Cette loi encore nommée la Stamp Act est finalement rejetée:63-64, mais de nouvelles lois, comme les Townshend Acts, ont imposé de lourdes taxes sur les biens de consommation afin d'enrichir la métropole et la Couronne britannique aux dépens de ses colonies d’Amérique du Nord:71-72. À la suite du passage de ces nouvelles lois fiscales, Hancock a commencé à pratiquer la contrebande en dissimulant du verre, du plomb, du papier et du thé dans son commerce, sans avoir payé les taxes imposées par la Couronne britannique:82,:527-28. En 1768, lors de son retour de l'Angleterre, son navire Liberty est saisi par les Douanes britanniques au motif de non-paiement des droits de douane:119,:84,,:521-25. La saisie de son navire et de sa marchandise, dont dépendaient les Bostoniens, a déclenché une émeute à Boston,.
Ses activités commerciales légales et moins avouables ont aidé à financer la résistance à l'Administration coloniale britannique dans la région, ce qui a donné lieu à une plaisanterie des Bostoniens qui disaient :« Sam Adams écrit les lettres [aux journaux] et John Hancock en paie les timbres. »

### La révolution américaine
À ce moment-là, n’étant qu'un financier de la Résistance américaine à la tyrannie de la Couronne britannique et son administration coloniale locale, Hancock est devenu ensuite un critique influent de ces deux dernières. Le 5 mars 1774, durant le quatrième anniversaire du massacre de Boston, il a prononcé une allocution célèbre, qui a vivement critiqué l'Administration coloniale britannique et la Couronne britannique:163-66. Cette même année, il est élu à l’unanimité à la Présidence du Parlement provisoire de Massachusetts (anglais : Provisional Congress of Massachusetts), dans lequel il a également présidé le « Conseil de sécurité »:177. Sous la présidence de Hancock, la Colonie de Massachusetts s'est dotée d'une armée de résistants contre l'Administration coloniale, nommée les Minutemen:177,:185, et a lancé un boycott du thé, importé par la Compagnie britannique des Indes orientales, qui a mené à la fameuse Boston Tea Party, à laquelle il n’a pas pris part, tout en l’approuvant:159-62.
En avril 1775, sachant que l'Administration coloniale britannique envisageait de les emprisonner:179, Hancock et Samuel Adams ont quitté Boston pour éviter leur arrestation, et se sont cachés à la maison Hancock-Clarke à Lexington,:190. Peu après leur fuite, le célèbre Paul Revere, après avoir observé l'arrivée à Boston des soldats anglais surnommés les « tuniques rouges » en raison de leur uniforme, est venu les chercher aux environs de minuit avant que les troupes britanniques aient démarré les batailles de Lexington et Concord:110,:183. Le général Thomas Gage a ordonné l’arrestation de Hancock et Adams pour trahison. Après la bataille, une proclamation par l'Armée et l'Administration coloniale britannique a promis de gracier et de commuer les peines de tous les combattants et révolutionnaires qui jureraient allégeance à la Couronne britannique, sauf pour Hancock et Adams, d’où en partie l'origine de l'interdiction dans la Constitution fédérale américaine d'un Bill of Attainder : aucune loi fédérale ne peut cibler une personne ou un groupe de personnes en particulier:193.
Le 24 mai 1775, Hancock est élu Président du Second Congrès continental, succédant à Peyton Randolph:190,:206. À l’expiration de ce mandat, le 30 octobre 1777, Henry Laurens lui a succédé:230–1.
Lors du premier mois de sa présidence, le 19 juin 1775, Hancock a commissionné George Washington en tant que Commandant en chef de l’Armée continentale, la nouvelle Armée révolutionnaire américaine. Un an après, il a envoyé à Washington une copie de la résolution du Congrès, du 4 juillet 1776, appelant à l’indépendance (Lee Resolution) ainsi qu’une copie de la Déclaration d’indépendance:242.
Hancock était le seul à signer la Déclaration d’indépendance le 4 juillet, les 55 autres membres du Congrès ne l'ont signé que le 2 août. Il a également demandé au Général Washington qu'il fasse lire la Déclaration à l’Armée continentale. Selon une légende populaire, il aurait signé son nom en gros et le plus clairement possible, afin de s’assurer que le roi George III puisse lire sa signature personnelle sans ses lunettes, ce qui fit de son nom aux États-Unis un éponyme de « signature ». Cependant, d’autres sources présument que Hancock signait toujours de la même façon, en gros:vii.

De 1780 à 1785:243-44, puis de nouveau de 1787 à 1793:265-66,:311, il est gouverneur du Massachusetts. Les talents d’orateur de Hancock ont entraîné l’admiration de ses contemporains, mais dès que les hostilités de la révolution ont éclaté, il fut surtout reconnu pour son habileté à lever des fonds et obtenir des provisions pour les troupes américaines. Malgré ses talents commerciaux, il eut cependant quelques difficultés à assurer les requêtes pressantes, en bétail, du Congrès continental visant à nourrir les bouches affamées de l’Armée. Le 19 janvier 1781, le Général Washington a averti Hancock :

« Je ne devrais pas ennuyer votre Excellence, avec de telles requêtes réitérées concernant l’approvisionnement, si la sécurité de nos postes sur cette rivière, et par conséquent l’existence même de l’Armée n’étaient pas en jeu. De par les extraits, ci-joints, d’une lettre du Major-Général Heath, vous comprendrez notre situation actuelle et nos perspectives. Si la fourniture en bétail réclamée par les réquisitions du Congrès de votre État ne sont pas régulièrement livrée à l’Armée, je ne pourrai plus me considérer comme responsable du maintien des garnisons en dessous de West Point, New York, ou du maintien du moindre régiment sur le terrain. »

Alors que la crainte d'une révolte des classes populaires devant l’accroissement constant des inégalités devient la préoccupation primordiale des milieux privilégiés, il défend un système de justice axé sur la défense de la propriété. Devant la chambre des représentants de l’État, en 1793, il déclare que l'objet du droit criminel est le maintien du « bon ordre » et de la « sécurité de la propriété ». Auparavant les affaires liées à la propriété étaient généralement associées au code civil.

## Hommages posthumes et anecdotes
Un des principaux gratte-ciel de Chicago (le John Hancock Center) et une tour de Boston (la John Hancock Tower) portent actuellement son nom. Il était aussi membre de la franc-maçonnerie:85.
Dans le film Benjamin Gates et le Trésor des Templiers, le nom de John Hancock est aperçu quand le héros du film, interprété par Nicolas Cage, regarde la déclaration d'indépendance.
Dans le film américain Hancock (2008), le héros du film, interprété par Will Smith, porte le nom de Hancock. On apprend au cours du film que le héros, frappé d’amnésie, a choisi ce nom quand, alors qu’il allait sortir de l’hôpital, l’infirmière lui demanda de signer son bon de sortie, lui disant d’apposer son « Hancock » ; l’expression est commune aux États-Unis pour désigner une signature, une référence à la signature par John Hancock de la Déclaration d’indépendance. Cette expression n’existant pas en français, la version traduite lui fait dire qu’au moment de signer le registre, il voit un portrait de John Hancock au mur, il décida d’en faire son nom (séquence visible à la quarante-neuvième minute du film).
Dans le jeu Fallout 4 (2015), un personnage se nommant Hancock est maire de la ville fictive de Goodneighbor située dans le quartier de la Old States House de Boston.